# Mouloud Gaïd
Œuvres principales
- Histoire de Béjaïa et de sa région
- Les Berbères dans l'Histoire (7 volumes)

Mouloud Gaïd (en arabe : مولود قايد, en tamazight : ⵎⵓⵍⵓⴷ ⴳⴰⵉⴷ), né le 20 janvier 1916 à Timengache, Guenzet (wilaya de Sétif) et mort le 5 décembre 2000 à Alger, est un enseignant, militant syndicaliste, homme politique, écrivain et historien algérien.
Militant pour l'indépendance de l'Algérie, il assume plusieurs responsabilités syndicales et politiques avant, pendant et après la Guerre d'Algérie. De 1962 à 1964, il est député de la première Assemblée nationale constituante algérienne. Par ailleurs, il mène une carrière d'historien et publie des ouvrages sur l'histoire des berbères et la Kabylie. En 1995, il est membre fondateur du Haut commissariat à l'amazighité.  

## Biographie
Mouloud Gaïd est né le 20 janvier 1916 à Timengache, Guenzet dans la wilaya de Sétif. Il est le frère de Tahar Gaïd et Malika Gaïd. Il réussit le certificat d’études en 1929, puis le brevet élémentaire et supérieur en 1935 et enfin à sa sortie du collège de Médéa il est diplômé en 1938. Il est alors mobilisé au sein du 5e régiment de tirailleurs de 1938 à 1940. 

### Activités syndicale et politique
À la suite de sa formation au sein de l’École normale, Mouloud Gaïd est instituteur. Il adhère en 1938 au Syndicat national des instituteurs de France et des colonies, le Syndicat national des instituteurs (SNI). Il assure la direction de l’Union locale CGT dans la ville de Bordj Bou Arreridj de 1946 à 1949. Dès 1945 il est secrétaire aux Amis du manifeste et de la liberté, mouvement créé à l'initiative de Ferhat Abbas. Puis en avril 1946 il rejoint l'Union démocratique du Manifeste algérien (UDMA) fondé par Ferhat Abbas, il sera membre du Comité central de l'UDMA.
Après l'attaque du poste de Guenzet en 1955 par l’Armée de libération nationale, l'école où enseigne Mouloud Gaïd est fermée. Il est alors muté à Sétif dans un centre d’apprentissage. Il participe aux négociations pour rejoindre le Front de libération nationale (FLN) qu'il rallie avec le groupe de Sétif. Puis en congé maladie, il rejoint Alger où, grâce à Rebbah Lakhdar, il milite avec Abane Ramdane.
Cofondateur de l’Union générale des travailleurs algériens (UGTA) et adjoint de Aïssat Idir, il a été chargé de présenter la candidature dudit syndicat à la Confédération internationale des syndicats libres à son congrès de Bruxelles.
Lors de la création du Gouvernement provisoire de la République algérienne (GPRA), en 1958, il est directeur du cabinet de Saïd Mohammedi. 
À l’indépendance, Mouloud Gaïd est désigné par la direction du FLN pour devenir député de la première Assemblée nationale algérienne de 1962 à 1964. Il est directeur commercial à Air Algérie en 1966. Puis il revient au sein de l’Éducation nationale algérienne, en tant qu'inspecteur des enseignements élémentaire et moyen. Il demande sa retraite en 1971. Mais ultèrieurement, de 1973 à 1978, il est directeur général de l’entité territoriale du Grand Alger,.
Il prend sa retraite effective en 1978.

### Parcours d'historien
Mouloud Gaïd rédige cinq manuels scolaires d’histoire destinés aux enfants de l'école primaire et traduits en langue arabe, en 1963, par une maison d’éditions du Liban. Il considère : « Écrire et enseigner l'histoire dans le strict respect de la vérité, c'est assurer à l'égard des nos ancêtres et des générations montantes, notre devoir de mémoire ». 
Il a à son actif plusieurs publications sur l'histoire des berbères et de la région de Kabylie (notamment Béjaïa). Dans son œuvre, il cherche à réhabiliter la dimension berbère de l'Algérie,.
En 1995, il est membre fondateur du Haut commissariat à l'amazighité.
Il meurt le 5 décembre 2000.

## Publication
- Histoire de l'Algérie (de la préhistoire aux temps modernes), 1967.
- L'Algérie sous les Turcs, Éditions Mimouni, 1973.
- Aguellids et Romains en Berbérie, OPU-ENAL, 1985.
- Les Berbères dans l'Histoire
  - Tome I: De la Préhistoire à la Kahina, Éditions Mimouni, 1979, 230 p.
  - Tome II: De la Kahina à l'occupation turque, Éditions Mimouni, 1979, 262 p.
  - Tome III: Lutte contre le colonialisme, Éditions Mimouni, 1979, 240 p.
  - Tome IV: En Espagne musulmane à partir de 711, Éditions Mimouni, 1996
  - Tome V: De Ziri à Hammad, Éditions Mimouni, 1979, 226 p.
  - Tome VI: Les Ibadites, Éditions Mimouni, 152 p.
  - Tome VII: Les Morabites d'hier et les Marabouts d'aujourd'hui, Éditions Mimouni, 1979, 210 p.
- Chroniques de beys de Constantine, OPU, 1978.
- Histoire de Béjaïa et de sa région depuis l'Antiquité jusqu'à 1954, Éditions Mimouni, 1976.
- Les Beni Yala, OPU, 1990.
- Mokrani, Andalouses, 1993, 214 p.

## Documentaire
La réalisatrice algérienne Razika Mokrani a brossé un portrait de Mouloud Gaïd dans son film documentaire Mouloud Gaïd, la nuit coloniale,,.